# Julius Sommerbrodt

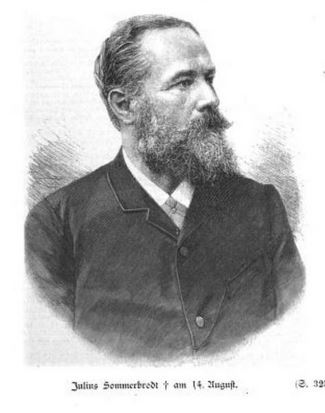
Julius Sommerbrodt

Julius Sommerbrodt (* 6. Dezember 1813 in Liegnitz, Landkreis Liegnitz, Provinz Schlesien; † 6. Januar 1903 in Breslau) war ein deutscher Klassischer Philologe. Er arbeitete als Lehrer in Liegnitz (1838–53), als Gymnasialdirektor in Ratibor (1853–1854), Anklam (1854–1859) und Posen (1859–1868) und als Provinzialschulrat in Kiel (1868–1873) und Breslau (1873–1887). Als Philologe trat er besonders durch seine Schulkommentare zu Ciceros und Lukians Schriften sowie durch seine textkritischen Studien zu Lukian hervor.

## Leben
Julius Sommerbrodt stammte aus einer alten lausitzischen Pfarrersfamilie. Seine Vorfahren führten bis auf seinen Großvater den Familiennamen Letochleb, den sein Vater zu Sommerbrodt verdeutschte. Julius Sommerbrodt war der jüngste Sohn des Pupillen-Depositor-Rendanten und Königlichen Hofrats Heinrich Sommerbrodt (1770–1829) und seiner Frau Julie Treutler (1783–1831). Seine älteren Brüder waren der Appellationsgerichts-Präsident Otto Sommerbrodt (1805–1879), der Apotheker Heinrich Sommerbrodt (1807–1872), der Kunst- und Buchhändler Louis Sommerbrodt (1811–1877) und Pauline (* 1809), die später in Berlin den Gymnasiallehrer Fritz Schneider heiratete. Er wuchs in Liegnitz, Glogau und Breslau auf, wo er ab 1825 das Elisabet-Gymnasium besuchte. Hier regten ihn die Lehrer August Wellauer und Gustav Pinzger an, Klassische Philologie zu studieren. Nach der Reifeprüfung (Ostern 1831) begann Sommerbrodt das Studium an der Universität Breslau, wo er neben den Privatdozenten Wellauer und Pinzger den Literaturhistoriker Ludwig Wachler sowie die Philologen Karl Ernst Christoph Schneider und Franz Passow hörte. Besonders zu Passow entwickelte Sommerbrodt ein vertrautes Verhältnis.
Das erste Jahr seines Studiums brachte Somerbrodt zwei Schicksalsschläge: Am 26. Juni starb sein verehrter Lehrer Wellauer, am 10. November seine Mutter; nun war Sommerbrodt Vollwaise. Auf Passows Anraten wechselte er zum Sommersemester 1832 an die Universität Leipzig, wo er Hausgast des aus Breslau zugezogenen Physikers Heinrich Wilhelm Brandes war. Unter den Studenten schloss Sommerbrodt bald Freundschaft mit Otto Jahn, Eduard Osenbrüggen, Diedrich Rudolf Stürenburg und anderen. Von den akademischen Lehrern beeindruckte ihn am meisten Gottfried Hermann, in dessen societas Graeca er im Februar 1833 aufgenommen wurde. Zum Wintersemester 1833/34 verließ er Leipzig, um sein Studium an der Berliner Universität abzuschließen. Zu seinen akademischen Lehrern zählten neben August Boeckh und Karl Lachmann, den Leitern des philologischen Seminars, der Philologe Karl Gottlob Zumpt und die Philosophen Henrich Steffens und Friedrich Adolf Trendelenburg. Im November 1834 bestand Sommerbrodt das Lehramtsexamen, am 27. April 1835 wurde er zum Dr. phil. promoviert.
Nach dem Studium unternahm Sommerbrodt mehrjährige Bildungsreisen. Als Hauslehrer der Kinder von Richthofen reiste er durch Polen, Ungarn, Österreich, Italien, Südfrankreich und die Schweiz. Dabei verfolgte er auch wissenschaftliche Vorhaben und schloss Bekanntschaft mit verschiedenen Gelehrten, so in Rom am Archäologisches Institut mit Christian Karl Josias von Bunsen, Eduard Gerhard, Felix Papencordt und Ludwig von Urlichs. Am 24. September 1837 gelangte Sommerbrodt nach Genf, wo er seine Reise beendete und nach Schlesien zurückkehrte.
Sommerbrodt entschied sich gegen eine akademische und für eine schulische Karriere. Nach einem Jahr als Probekandidat am Breslauer Elisabet-Gymnasium wurde er 1838 als Inspektor an die Ritterakademie in Liegnitz versetzt, wo er 15 Jahre lang tätig war. 1844 wurde er zum Professor ernannt. In Liegnitz setzte Sommerbrodt auch seine wissenschaftliche Arbeit fort: Er veröffentlichte zwei Schulprogramme zum attischen Bühnenwesen und einen Schulkommentar zu Ciceros Schrift Cato maior de senectute (1851), der bis zur Jahrhundertwende zwölf Auflagen erlebte.
Zum 29. August 1853 erhielt Sommerbrodt eine Rektorenstelle am Gymnasium in Ratibor. Bereits ein Jahr später wechselte er an das neu gegründete Gymnasium in Anklam, das unter seiner Leitung einen bemerkenswerten Aufschwung nahm. Der Erfolg qualifizierte Sommerbrodt zur Leitung eines der größten preußischen Gymnasien, des Friedrich-Wilhelms-Gymnasiums in Posen (ab 1859), das zu dieser Zeit über 700 Schüler hatte. Um den Bedarf an jungen Lehrern zu stillen, trat Sommerbrodt mit dem Bonner Professor Friedrich Ritschl in Verbindung, der ihm einige Absolventen zuführte. Im Gegenzug empfahl Sommerbrodt vielen Schülern ein Studium in Bonn. Zu den unter Sommerbrodt eingestellten Lehrern gehörten Otto Heine, Adolf Brieger, Hermann Peter, Gustav Richter, Theodor Plüss und Philipp Kohlmann. Durch den Verkehr mit diesen Gelehrten nahm auch Sommerbrodts wissenschaftliche Arbeit einen bemerkenswerten Aufschwung: In Posen entstand sein Schulkommentar zu den Schriften des Lukian von Samosata, seine Handschriftenstudien zu Lukian und das populäre Buch über das griechische Theaterwesen.
1868 zeichnet sich für Sommerbrodt erneut ein beruflicher Wechsel ab: Am 29. Februar fragte ihn der Referent für höheres Unterrichtswesen, Ludwig Adolf Wiese, ob er bereit wäre, als Provinzialschulrat nach Schleswig-Holstein zu gehen. Nach längerem Zögern nahm Sommerbrodt das Angebot an und siedelte im Juli 1868 mit seiner Familie nach Kiel über. Seine dankbare Erinnerung an die Jahre als Lehrer und Schulleiter dokumentierte er auch in seiner Publikationstätigkeit: Seine Übersetzung von Ciceros De oratore widmete er seinen Abiturienten, die er alle namentlich aufführte; seine Aufsatzsammlung Lucianea (1872) widmete er seinen Posener Kollegen.
Zu Michaelis 1873 erhielt Sommerbrodt eine Stelle als Provinzialschulrat in Schlesien und zog mit seiner Familie nach Breslau. In seine Amtszeit fielen Krisen und Umbrüche: Die kleinen und mittleren Städte Schlesiens bemühten sich um die Einrichtung von Gymnasien, für die finanzielle und personelle Mittel hergestellt werden mussten. Dazu kam der Kulturkampf, vor dessen Auswirkungen der Reformierte Sommerbrodt und sein katholischer Amtskollege Wilhelm Dillenburger die Schulen erfolgreich bewahrten. Nützlich waren Sommerbrodts Beziehungen zum preußischen Kultusminister Adalbert Falk, der sein Schwippschwager war. Die Ausbildung der Lehramtsanwärter am pädagogischen Seminar, das er mit Dillenburger im jährlichen Wechsel leitete, waren ihm ein besonderes Anliegen. Auf königlichen Beschluss gehörte er ab 1875 der Provinzialsynode an, von der er in die Generalsynode gewählt wurde. Zum 31. Dezember 1887 nahm Sommerbrodt aus Altersgründen seinen Abschied vom Schulkollegium. Den Vorsitz der wissenschaftlichen Prüfungskommission behielt er noch zehn Jahre, ehe er ihn nach dem Tod seines zweiten Sohnes 1897 niederlegte. Nach langer Krankheit starb Sommerbrodt, von seiner Tochter gepflegt, im 90. Lebensjahr.
Julius Sommerbrodt war mit Marie Passow (1820–1881) verheiratet, einer Tochter seines akademischen Lehrers Franz Passow. Das Paar hatte vier Kinder: Erdmuthe, Gottwald (früh †), Max Ludwig (1847–1897, später Oberstabsarzt in Berlin) und Ernst (* 1851), der Gymnasiallehrer in Hannover und Lauban wurde und 1891 die Ebstorfer Weltkarte herausgab.

## Wissenschaftliches Werk
Sommerbrodts Schriften waren zum Teil an die Öffentlichkeit gerichtet (so Das altgriechische Theater, 1865), zum Teil auf die Bedürfnisse der höheren Schulen zugeschnitten: Sein Kommentar zu Ciceros Dialog Cato maior de senectute (erstmals 1851) hob sich von der Konkurrenz ähnlicher, gleichzeitiger Kommentare ab und erfuhr bis 1896 zwölf Auflagen. Dabei arbeitete Sommerbrodt sukzessive die Ergebnisse der kritischen und exegetischen Cicero-Forschung ein, so dass die Vorworte der Auflagen einen Spiegel der Cicero-Forschung des 19. Jahrhunderts bildet.
In seiner eigenen Forschungsarbeit verfolgte Sommerbrodt zwei Themen, die ihn seit seiner Studienzeit begleiteten: Das griechische Bühnenwesen (besonders des Tragikers Aischylos) und die Schriften Lukians von Samosata. Seine Freizeit, besonders die Ferien nutzte Sommerbrodt hauptsächlich zu wissenschaftlicher Arbeit. So bereiste er mehrmals Italien, um in den dortigen Bibliotheken die Cicero- und Lukianhandschriften zu kollationieren. Seine letzte Reise unternahm er 1897, im Alter von 83 Jahren. Die Ergebnisse seiner Handschriftenstudien veröffentlichte er in verschiedenen Zeitschriften sowie 1872 gebündelt (unter dem Titel Lucianea). Sein reichhaltiger Schulkommentar zu ausgewählten Schriften des Lukian ist vor diesem Hintergrund zu betrachten: Er ermöglichte zum ersten Mal seit dem frühen Humanismus, Lukian als Schulautor zu lesen.
Das Ergebnis seiner jahrzehntelangen Forschungen war die dreibändige Lukian-Ausgabe in der Weidmannschen Buchhandlung, die von 1886 bis 1899 erschien. Dieses Alterswerk Sommerbrodts bildete nach der überholten Ausgabe von Karl Gottfried Jacobitz (1836–1841) einen Meilenstein in der Editionsgeschichte und war die Grundlage der (unvollendeten) Teubner-Ausgabe von Nils Nilén (1906–1923), der seinem Vorgänger zu Ehren zwei Handschriften mit den Siglen J und S versah.

## Schriften (Auswahl)
- Rerum scenicarum capita selecta. Berlin 1835 (Dissertation)
- M. Tulli Ciceronis Cato maior sive de senectute dialogus. Erklärt von Julius Sommerbrodt. Leipzig 1851. Zuletzt 12. Auflage, Berlin 1896
- Ausgewählte Schriften des Lucian. Erklärt von Julius Sommerbrodt. Erstes Bändchen: Über Lucians Lebens und Schriften. Lucians Traum. Charon. Timon. Berlin 1860. Zweite Auflage, Berlin 1872. Dritte Auflage, Berlin 1888
- Ausgewählte Schriften des Lucian. Erklärt von Julius Sommerbrodt. Zweites Bändchen: Nigrinus. Der Hahn. Icaromenippus. Berlin 1853. Zweite Auflage, Berlin 1869. Dritte Auflage, neu bearbeitet von Rudolf Helm, Berlin 1907
- Ausgewählte Schriften des Lucian. Erklärt von Julius Sommerbrodt. Drittes Bändchen: Wie man Geschichte schreiben soll. Die Rednerschule der Fischer. Der ungebildete Büchernarr. Über die Pantomimen. Berlin 1857. Zweite Auflage, Berlin 1878
- Luciani codicum Marcianorum lectiones edidit Iulius Sommerbrodt. Berlin 1861
- Das altgriechische Theater. Stuttgart 1865
- Ciceros Redner. Deutsch von Julius Sommerbrodt. Stuttgart 1870. Zweite Auflage, revidiert von Heinrich Uhle, Berlin 1901
- Lucianea. Leipzig 1872
- Scaenica. Collecta edidit Julius Sommerbrodt. Berlin 1876
- Lucianus. Recognovit Iulius Sommerbrodt. Drei Bände in fünf Teilen, Berlin 1886–1899